# Jan van Foreest (1498-1557)
Jan van Foreest (1498-1557) was slotvoogd van het kasteel Ter Wijc.  
Jan van Foreest werd geboren als zoon van Cornelis van Foreest en Aechte Potter van der Loo Philipsdochter. Jan was gehuwd met Maria van Heuckesloot "van Delft". Zij kregen drie dochters, Maria, Cornelia en Magdalena. Omdat Jan geen zoons naliet raakte het kasteel Ter Wijc uit de familie.